# Tordai Bence
Tordai Bence (Budapest, 1981. január 26. –) közgazdász-szociológus, politikus, egyetemi oktató, 2015–2018 között a Párbeszéd – A Zöldek Pártja párt szóvivője és kommunikációs igazgatója, 2018-tól a párt országgyűlési képviselője, frakcióvezető-helyettese. 2022-től a budapesti 4. sz. országgyűlési egyéni választókerület ellenzéki képviselője és az Országgyűlés Gazdasági Bizottságának tagja. 2022. július 10. és 2024. június 9. között a Párbeszéd – A Zöldek Pártja társelnöke. 2024. június 9-én kilépett a pártból, azóta független képviselőként dolgozik. Alapítója a Budai Zöld aktivistacsoportnak.

## Pályafutása
Középiskoláját a budapesti Berzsenyi Dániel Gimnáziumban végezte el. A Corvinuson közgazdászként végzett 2005-ben, hét évig volt a Társadalomelméleti Kollégium tagja, szociológia PhD-hallgató. Dolgozott civil szervezetek munkatársaként, társadalomstatisztikusként a KSH-ban, gazdaságpolitikai tanácsadóként az LMP frakciója mellett és a zöld nyári egyetem szervezőjeként.
2008 és 2015 között a Budapesti Kommunikációs Főiskola adjunktusaként oktatott szociológiai, gazdasági, módszertani és politikai tárgyakat. A tömegkultúra politikájáról szóló kutatásával OTDK-t nyert.

## Politikai tevékenysége
2007 végétől a Lehet Más a Politika társadalmi kezdeményezés szervezője, majd a párt alapító tagja, országgyűlési képviselő- és polgármesterjelöltje, 2009-től országos választmányának tagja, 2010-11-ben szóvivője.
2013 januárjában társaival együtt kilépett az LMP-ből, és az újonnan létrehozott Párbeszéd – A Zöldek Pártja elnökségi tagjaként a közpolitikai ügyekért lett felelős.
2013. október 31-én Barabás Richárddal együtt molinót feszítettek ki a Lánchídra „Viktor, én is magyar vagyok, de nem fideszes!” felirattal, amiért garázdaság miatt eljárást indítottak ellenük. A bíróság később megszüntette az eljárást.
2013 novemberében az Együtt 2014 és az MSZP-vel kötött megállapodás értelmében a szövetség képviselőjelöltje lett Budapest 13. választókerületében (XVI. és XIV. kerület egy része). A választás előtt két hónappal azonban a Párbeszéd bejelentette, hogy nem Tordait, hanem Karácsony Gergelyt indítják a választókerületben.
Több demonstratív akció köthető nevéhez. Miután 2017-ben feliratokat helyezett el Orbán Viktor miniszterelnök dolgozószobájának ajtaján, tettéért Kövér László, az Országgyűlés elnöke „örökre” kitiltotta a Parlamentből. 2018-ban képviselőként visszakerülve egy hozzászólásában letegezte a miniszterelnököt, majd „úgynevezett miniszterelnök”-ként aposztrofálta, pár nappal később pártelnöknek szólította, ezt követően pedig – egy törvényjavaslat tartalma elleni tiltakozásként – felszólalás gyanánt a kormányközeli CÖF rövid nevének ismételgetése miatt kapott újabb figyelmeztetést.
2018. december. 12-én egy akciója újabb büntetést vont maga után, amikor egy parlamenti közjáték során élőben közvetítette mobilkészülékével az ülésen történteket és amiért eközben Kocsis Máté verbálisan is inzultálta. Ezért később egyhavi tiszteletdíjának megvonását javasolta a házelnök több képviselőtársával együtt, mivel szerinte megsértették az Országgyűlésről szóló 2012. évi XXXVI. törvény (a továbbiakban: Ogytv.) 50. § (1) bekezdésében foglaltakat.
2018 és 2022 között az Országgyűlés jegyzője és a Vállalkozásfejlesztési bizottságának tagja.
A 2021-es magyarországi ellenzéki előválasztáson a Párbeszéd, az MSZP és a Momentum közös jelöltjeként a szavazatok 67,05%-ával győzött Budapesti 4. sz. országgyűlési egyéni választókerületében Kálmán Olgával, a DK jelöltjével szemben. Később, a 2022-es országgyűlési választásokon április 3-án a szavazatok 51,89%-ával nyerte el az addigi fideszes budapesti 4-es választókerület egyéni mandátumát.
2022. július 10. és 2024. február 1-je között a Párbeszéd – A Zöldek Pártja társelnöke. A társelnöki leköszönését követően újból a Párbeszéd országgyűlési frakciójának a vezetője.
2024. június 9-én kilépett a Párbeszéd – A Zöldek Pártjából, a továbbiakban független ellenzéki országgyűlési képviselőként (de továbbra is a Párbeszéd frakció vezetőjeként ), a Budai Zöld közösség tagjaként folytatja munkáját.

## Kövér László büntetései
2017-ben Orbán Viktor miniszterelnök dolgozószobájának ajtajára feliratokat helyezett el, amiért Kövér László, az Országgyűlés elnöke „örökre” kitiltotta a Parlamentből.[7]
2018-ban, képviselőként visszatérve, egy felszólalásában letegezte a miniszterelnököt,[8] majd „úgynevezett miniszterelnök”-ként hivatkozott rá.[9] Néhány nappal később „pártelnöknek” szólította,[10] ezt követően pedig – egy törvényjavaslat elleni tiltakozásként – felszólalás helyett a kormányközeli CÖF rövidítését ismételgette, ami miatt figyelmeztetésben részesült.[11]
2018. december 12-én egy újabb akciója ismét szankciót vont maga után: egy parlamenti közjáték során mobiltelefonjával élőben közvetítette az ülés eseményeit, miközben Kocsis Máté verbálisan inzultálta. Ennek következtében a házelnök javaslatot tett egyhavi tiszteletdíjának megvonására, több más képviselővel együtt, hivatkozva az Országgyűlésről szóló 2012. évi XXXVI. törvény (Ogytv.) 50. § (1) bekezdésének megsértésére.[12][13]
Kövér László, az országgyűlés elnöke a házszabály megsértése miatt több, mint 8,2 millió forintra büntette 2021. márciusában. A képviselő az Országház üléstermében Varga Mihály pénzügyminisztert arra kérte, hogy csatlakozzon egy költségvetési módosító indítványhoz, miközben azt próbálta okostelefonja kamerájával rögzíteni, hogy Varga miként reagál arra, hogy a Párbeszéd szerint a kormány 9,3 milliárd forintot vont el a II. és III. kerületi orvosi szakrendelőktől. Varga állítása szerint ezzel Tordai provokálta őt és akadályozta a munkájában.